# Sky City 1000
O  Sky City 1000  é um projeto de arranha-céu com 1000 metros de altura, que se situaria no centro de Tóquio. Seria como uma cidade vertical, com lofts, área comercial, uma ampla área de lazer, restaurantes, bares etc. - tudo detalhado para que as pessoas pudessem morar, trabalhar e entreter-se dentro do prédio, que acomodaria 36.000 residências e mais de 100.000 trabalhadores.
Mas não pode ser construído por causa de grandes problemas como a ação da natureza sobre a sustentabilidade da edificação. O vento, por exemplo, é um efeito natural que se põe como um desafio para os engenheiros japoneses. Uma solução pode ter sido encontrada: todo o prédio seria oco, e ao centro haveria um grade pêndulo - esse teria a função de equilibrar o prédio em dias de grandes ventanias, fazendo um contrapeso com a movimentação da obra. Todo o prédio foi também construído como espaços vazios por entre os platôs. A ação das grandes rajadas de vento seria amenizada, diminuindo o oscilamento do prédio.
Outro problema, agora não natural, seria como um prédio tão alto se sustentaria apenas com pilares na base, o que não seria nem um pouco suficiente. Os engenheiros utilizaram o método de implantar placas de aço por entre o grande bloco de concreto das pilastras. Estas, por sua vez, teriam proporções gigantescas, o que traria à tona outro problema: como elevar a tão grande altura pilastras de mais de 1000 toneladas?
Dentro do prédio, as mais eficazes tecnologias seriam utilizadas. Trens trasportariam moradores e visitantes pelas grandes distâncias entre os atrativos do prédios. Os elevadores seriam chamados de 
atômicos percorrendo velocidade de mais de 60 km/h (a internacionalmente conhecida Otis seria a responsável por esse projeto).
Os conceitos urbanos de Frank Lloyd Wright, arquiteto da Escola de Chicago e especialista em alta tecnologia, seriam utilizados.
Existe também a possibilidade de criar não uma, mas sim três superestruturas interligadas entre si formando então Sky City. As possibilidades são muito vastas.
Enfim, o Sky City está desafiando arquitetos e engenheiros japoneses a tomar as mais difíceis decisões e a solucionar os mais difíceis problemas. Tudo dependerá de mais alguns anos de pesquisa e a dissolução de muito e muitos desafios.